# Адмиралтейская канцелярия (1707—1723 годов)
Адмиралтейская канцелярия (1707—1723) — военно-административное учреждение Русского государства и Российской империи.
Была учреждена в Петербурге в 1707 году, с развитием кораблестроения на Балтийском море. Первым её начальником был А. В. Кикин, получивший звание адмиралтейств-советника и назначенный в 1707 году на место умершего Яковлева, олонецкого коменданта, в ведении которого находилось всё управление военным кораблестроением на севере. Помощниками его были дьяки Топильский и Степанов — по заведованию постройками при Петербургском адмиралтействе и капитан Вальронд, с званием экипажмейстера, по заведованию корабельными припасами и экипажескими магазинами. Для заведования Олонецкой верфью Кикиным был назначен комиссар Тормасов. Флагман Крюйс, командуя зарождавшимся флотом, фактически зависел от адмиралтейств, а потому старался влиять на деятельность и распорядительность лиц, заведовавших ими. В 1712 году на представление о том, где следует ведать флагманов, офицеров, матросов и солдат, последовала резолюция государя учредить «особливую канцелярию адмиралтейства». Образованная таким образом «Канцелярия воинского морского флота» была сначала совершенно самостоятельным учреждением и подчинялась непосредственно генерал-адмиралу, а с 1713 года, ввиду частого отсутствия графа Ф. М. Апраксина в Петербурге, по ходатайству Крюйса, тому же Кикину. В обязанности её входили, кроме заведования комплектацией флота, также обмундирование личного состава, удовлетворение его жалованьем, суд и расправа над ним и заведование медицинской частью. Все остальные корабельные дела, как то: постройка судов, вооружение, снабжение, ремонт и все адмиралтейские работы, составляли обязанность Петербургской адмиралтейской канцелярии. Хозяйственная же часть (сбор денег, заведование заводами, поставками и заказами, Хамовным лесным двором, Иверским подворьем (склады припасов) и математической школой) лежала на Московской адмиралтейской канцелярии. Такова была схема управления морской частью к 1712 году.
В начале 1715 года, с увеличением флота, Петром I была предпринята попытка к разделению управления под общим началом генерал-адмирала Апраксина между двумя самостоятельными начальниками: вице-адмиралом Крюйсом, возвращенным из ссылки, и генерал-майором Чернышёвым, назначенным одновременно с этим обер-штер-кригс-комиссаром. Извещая об этом Чернышёва письмом от 12 января 1715 года, граф Апраксин, согласно именному повелению государя, следующим образом определяет его обязанности: ведать все доходы адмиралтейства и вести им счёт, а сумму на верфи отдавать экипажмейстеру, всем морским чинам отпускать жалование, провиант и судить «во время зимы» всех морских служителей от матросов до обер-офицеров, кроме тех, которые на верфи работают. На вице-адмирала Крюйса тогда же было возложено заведование адмиралтейством и верфями, экипажескими магазинами и вооружением флота. По вступлении в должность Чернышёва, согласно его представлению о необходимости усилить и организовать воинского морского флота канцелярию, она была преобразована на следующих основаниях. В состав её вошли 3 обер-комиссара, из которых каждый заведовал самостоятельным отделом: 1) Вадковский — всеми чинами корабельного флота; в его распоряжении для этого были комиссары на всех судах флота (39 человек) и для письмоводства и отчетности 6 подьячих и 3 школьника; каждому комиссару на судне полагался 1 писарь; 2) Тормасов — чинами галерного флота, адмиралтейского батальона, мастерами и всеми мастеровыми; в его распоряжении были 2 комиссара, 8 подьячих и 3 школьника; 3) Кушелев — всеми провиантскими и фуражными магазинами, обмундированием всех чинов флота, госпиталем, каторжными невольниками, работниками, присылаемыми из городов; ему предписывалось смотреть и рапортовать о всех работах, кроме верфи; в его распоряжении для этого были 3 офицера и 2 писаря, 2 провиантмейстера, 12 подьячих и 7 школьников. Кроме этих отделов, была еще общая для всех отделов канцелярия в заведовании особого дьяка, в коей состояло 14 подьячих и 5 школьников для письмоводства; ведению канцелярии подлежали все дела о присылке мастеров, мастеровых людей и работников, сообщения в Сенат о всяких делах. Для ведения экипажмейстерских дел с финансовой стороны в ней состояли 1 секретарь, 8 подьячих и 10 школьников, и независимо от этого аудитор с 4 подьячими, 2 переводчика и обер-фискал, обязанности которого определены указом 4 августа того же года. 
Из этой организации военного флота канцелярии, подчиненной генерал-майору Чернышёву, видно, что он захватил в свое заведование не только морских служителей, но и всех мастеров, мастеровых, работников, все работы, кроме верфи, экипажмейстерские дела, то есть почти всё управление морскою частью, что, при отсутствии каких-либо указаний и инструкций вице-адмиралу Крюйсу, стоявшему во главе адмиралтейской канцелярии, привело к нескончаемым между ними столкновениям и недоразумениям. Вследствие сего повелением государя от 28 октября 1715 года было сделано новое распределение обязанностей между вице-адмиралом Крюйсом и генерал-майором Чернышёвым, а именно: в заведовании Чернышёва состояли «кто во флоте служит, также все материалы, которые работниками готовятся», в заведовании Крюйса — «все материалы, которые покупаются и подряжаются, а также и люди к верфу надлежащие». 
Но и это распределение обязанностей по чисто внешнему, случайному признаку, а не по существу дела не могло положить конца недоразумениям между начальниками. Вице-адмирал Крюйс неоднократно настаивал, для сокращения переписки и потери времени, перед Чернышёвым, Апраксиным и государем на необходимости совместной работы и определения их отношений, доходя в своих жалобах до просьб об отставке. Вследствие сего указом государя от 8 ноября 1717 года были вновь распределены; обязанности по морскому управлению между Чернышёвым и Крюйсом. Первому были подчинены все чины, служащие во флоте, все города, приписанные к адмиралтейству, госпитали, аптеки, провиант, поставляемый натурой, из губерний и все вообще доходы; второму — всё судостроение, артиллерия, ластовые суда у адмиралтейства и пильные мельницы со всеми по этим частям служащими; для заведования же деньгами, предназначавшимися на подряды, покупки для флота и верфей, на жалованье всем служащим и на провиант подрядный, а также и всеми казёнными строениями Морского ведомства, была учреждена особая должность обер-комиссара, на которую назначен полковник Норов. Суд над всеми чинами флота до капитанского ранга принадлежал генерал-майору Чернышёву, а над служащими при верфях — вице-адмиралу Крюйсу. При этом, «дабы и потом истязаны не были», обоим начальникам предлагалось «о всём, что сами решить не могут, требовать указа от генерал-адмирала», а в его отсутствие решать дела «с общего совета, без всякого спору или ссоры, как членам коллегии адмиралтейств подлежит». 
С дальнейшим разрастанием морского управления в Петербурге постепенно образовались сверх военно-морской и адмиралтейской канцелярий особые конторы и канцелярии, каждая для заведования своим родом дел: провиантская, мундирная, экипажеская, обер-сарваерская конторы и счетная и лесная канцелярии. Начальниками этих учреждений были штаб-офицеры — генерал-майор Головин, дьяк Арцибашев, комиссар князь Хилков и др. В этом виде все эти учреждения просуществовали до 1723 года, когда по предложению генерал-адмирала Апраксина Адмиралтейств-коллегия переименовала все канцелярии в конторы.